# 북마케도니아의 국장

북마케도니아의 국장

북마케도니아의 국장은 유고슬라비아 사회주의 연방공화국 시대였던 1946년 7월 27일에 마케도니아 사회주의 공화국(당시에는 마케도니아 인민 공화국) 의회를 통해 제정되었다. 현재의 국장은 2009년 11월 16일에 국장 위쪽에 그려져 있던 빨간색 별을 삭제한 형태의 디자인이다.
국장 가운데에는 코라브산, 바르다르강, 오흐리드호, 떠오르는 태양이 그려져 있으며 국장 아래쪽에는 북마케도니아의 전통적인 문양이 새겨진 리본이 그려져 있다. 국장 양쪽을 밀 이삭과 담뱃잎, 양귀비 꽃봉오리로 만든 화환이 감싸고 있다.
북마케도니아의 국장은 전체적으로 나라의 풍요로움, 투쟁, 자유를 표현하고 있다. 떠오르는 태양은 자유를 의미하며 양귀비는 오스만 제국의 지배를 받고 있던 19세기 초반 북마케도니아에 전래된 식물이다.

마케도니아 인민 공화국의 국장 (1944년-1946년)
마케도니아 사회주의 공화국의 국장 (1946년-1991년)
마케도니아 공화국의 국장 (1991년-2009년)

## 같이 보기
- 북마케도니아의 국기
- 유고슬라비아의 국장